# Cục Hồ sơ nghiệp vụ, Bộ Công an (Việt Nam)
Cục Hồ sơ nghiệp vụ (V06) trực thuộc Bộ Công an có trách nhiệm tham mưu giúp lãnh đạo Bộ Công an về công tác đăng ký, lập các loại hồ sơ nghiệp vụ Công an; công tác nghiệp vụ cơ bản, công tác hồ sơ điều tra, xử lý tội phạm. Tra cứu phục vụ các yêu cầu nghiệp vụ, bảo vệ chính trị nội bộ và yêu cầu của các cơ quan, tổ chức, công dân

## Quá trình phát triển
Ngày 27 tháng 3 năm 1957, Bộ trưởng Bộ Nội vụ ký quyết định số 530/VF/NĐ thành lập Phòng Hồ sơ trực thuộc Văn phòng Bộ. Đây là sự kiện lịch sử đánh dấu sự ra đời của đơn vị hồ sơ chuyên trách đầu tiên trong Công an nhân dân. Với ý nghĩa đó, ngày 27 tháng 6 năm 2001, Bộ trưởng Bộ Công an Lê Minh Hương đã ký Quyết định số 567/2001/QĐ-BCA(TCIII) xác định và lấy ngày này là Ngày truyền thống lực lượng Hồ sơ nghiệp vụ Công an nhân dân.
Tháng 3 năm 1959, Bộ trưởng Bộ Nội vụ ký Nghị định số 3/NĐ chuyển Phòng Hồ sơ thuộc Văn phòng Bộ thành Phòng Hồ sơ trực thuộc Bộ trưởng.
Năm 1968, Thủ tướng Chính phủ đã ký Quyết định thành lập Cục Hồ sơ (K66).
Ngày 12 tháng 11 năm 1985, Bộ trưởng Bộ Nội vụ ký Quyết định số 23/QĐ-BNV về việc tách Cục Hồ sơ thành hai đơn vị là Cục Hồ sơ nghiệp vụ An ninh (A27) thuộc Tổng cục An ninh và Cục Hồ sơ nghiệp vụ Cảnh sát (C27) thuộc Tổng cục Cảnh sát.
Thực hiện Nghị định số 01/2018/NĐ-CP ngày 6 tháng 8 năm 2018 của Chính phủ quy định chức năng, nhiệm vụ, quyền hạn và cơ cấu tổ chức Bộ Công an, ngày 09/12/2020, Bộ trưởng Bộ Công an ký, ban hành Thông tư số 131/2020/TT-BCA quy định chức năng, nhiệm vụ, quyền hạn và tổ chức bộ máy của Cục Hồ sơ nghiệp vụ (V06) trên cơ sở hợp nhất Cục Hồ sơ nghiệp vụ An ninh và Cục Hồ sơ nghiệp vụ Cảnh sát.

## Lãnh đạo hiện nay
- Cục trưởng: Trung tướng Ngô Thị Hoàng Yến, Bí thư Đảng ủy Cục
- Phó Cục trưởng:

1. Thiếu tướng Nguyễn Trọng Nghĩa, Phó Bí thư Đảng ủy Cục
2. Đại tá Nguyễn Hữu Nam[5]
3. Đại tá Bùi Thị Thanh Liên
4. Thượng tá Trương Thị Thu Ba

## Tổ chức
- Phòng Tham mưu tổng hợp [2]
- Phòng Chính trị [2]
- Phòng Hậu cần[2]
- Phòng Hồ sơ nghiệp vụ quản lý[2]
- Phòng Tàng thư nghiệp vụ[2]
- Phòng Tin học và quản lý cơ sở dữ liệu[5]
- Phòng Nghiên cứu ứng dụng tin học[2]
- Phòng Hồ sơ tàng thư phía Nam[2]
- Trung tâm Thông tin tội phạm[2]

## Khen thưởng
- Huân chương Chiến công hạng Nhì

## Cục trưởng qua các thời kỳ
- Thiếu tướng Tô Văn Huệ, từ 4.2019–6.2020 nguyên Phó Cục trưởng V06[6]
- Thiếu tướng Ngô Thị Hoàng Yến, từ 6.2020–11.2023, nguyên Phó Cục trưởng X03[7]
- Trung tướng Nguyễn Ngọc Toàn, nguyên Cục trưởng X03, từ 11.2023 - 12.2023
- Trung tướng Ngô Thị Hoàng Yến, nguyên Cục trưởng Cục X03, từ 12.2023 - nay